# 13-as busz (Kecskemét)
A kecskeméti 13-as jelzésű autóbusz a Széchenyi tér és a VER–BAU között közlekedik. A viszonylatot a Kecskeméti Közlekedési Központ megrendelésére az Inter Tan-Ker Zrt. üzemelteti.

## Megállóhelyei
Az átszállási kapcsolatok között az azonos, de hosszabb útvonalon közlekedő 13K busz nincs feltüntetve.
| 0 | Széchenyi tér végállomás | 10 | 2, 2A, 2D, 2S, 3, 3A, 4, 4A, 4C, 5, 6, 7, 7C, 9, 10, 11, 11A, 12, 13D, 14, 16, 18, 20, 20H, 23, 23A, 28, 29, 34A, 169, 916 |
| ∫ | Katona József Színház    | 7  | 1, 2, 2A, 2D, 2S, 3, 3A, 4, 4A, 4C, 6, 7, 7C, 11, 11A, 12, 15, 18, 19, 20H, 23, 23A, 28, 32 Helyközi buszok                |
| 2 | Dobó körút               | ∫  | 1, 2, 2A, 2D, 2S, 4, 4A, 4C, 6, 7, 7C, 11, 11A, 13D, 15, 19, 28, 32 Helyközi buszok                                        |
| 3 | Mezei utca               | 6  | 7, 7C, 13D, 21 |
| 4 | Kinizsi utca             | 5  | 7, 7C, 14D |
| 5 | Élelmiszerbolt           | 4  | 7, 7C, 14D |
| 6 | Petőfi Nyomda            | 3  | 7, 14D |
| 7 | Kenyérgyár               | 2  | 7, 14D |
| 8 | Agrikon                  | 1  | 7, 14D |
| 9 | VER–BAU végállomás       | 0  | 7 |